# Kibboutz Artzi
Kibboutz Artzi est une fédération de kibboutzim proche du Meretz et de l'Hachomer Hatzaïr (gauche sioniste).
Elle regroupe 32 % des kibboutzim. Elle a fusionné avec TAKAM, la fédération de kibboutzim majoritaire (proche du Parti travailliste) en 2000, mais conserve une certaine spécificité.
Les Kibboutzim Artzi n'ont pas de différences fondamentales d'avec les autres kibboutzim, sinon qu'ils ont une orientation politique plus à gauche, et qu'ils maintiennent plus fermement les principes collectivistes des origines.
On a en effet noté au cours de la dernière génération une tendance à l'apparition d'innovations dans certains kibboutzim, comme une échelle des salaires (modérée). Ces innovations introduisent des différences sociales dans un milieu où traditionnellement il n'y avait pas de salaires, encore moins différenciés: le kibboutz était censé fournir la totalité des biens et services dont avait besoin son membre.
Kibboutz Artzi est la fédération qui a le plus résisté à ce genre d'innovations.